# Gila nigrescens
Gila nigrescens (tiếng Anh: Charalito Chihuahua) là một loài cá vây tia thuộc họ Cyprinidae.
Nó được tìm thấy ở Chihuahua, Mexico và ở New Mexico, Hoa Kỳ. Con đực có thể dài tới 24 cm (9,5 in).

## Hình ảnh

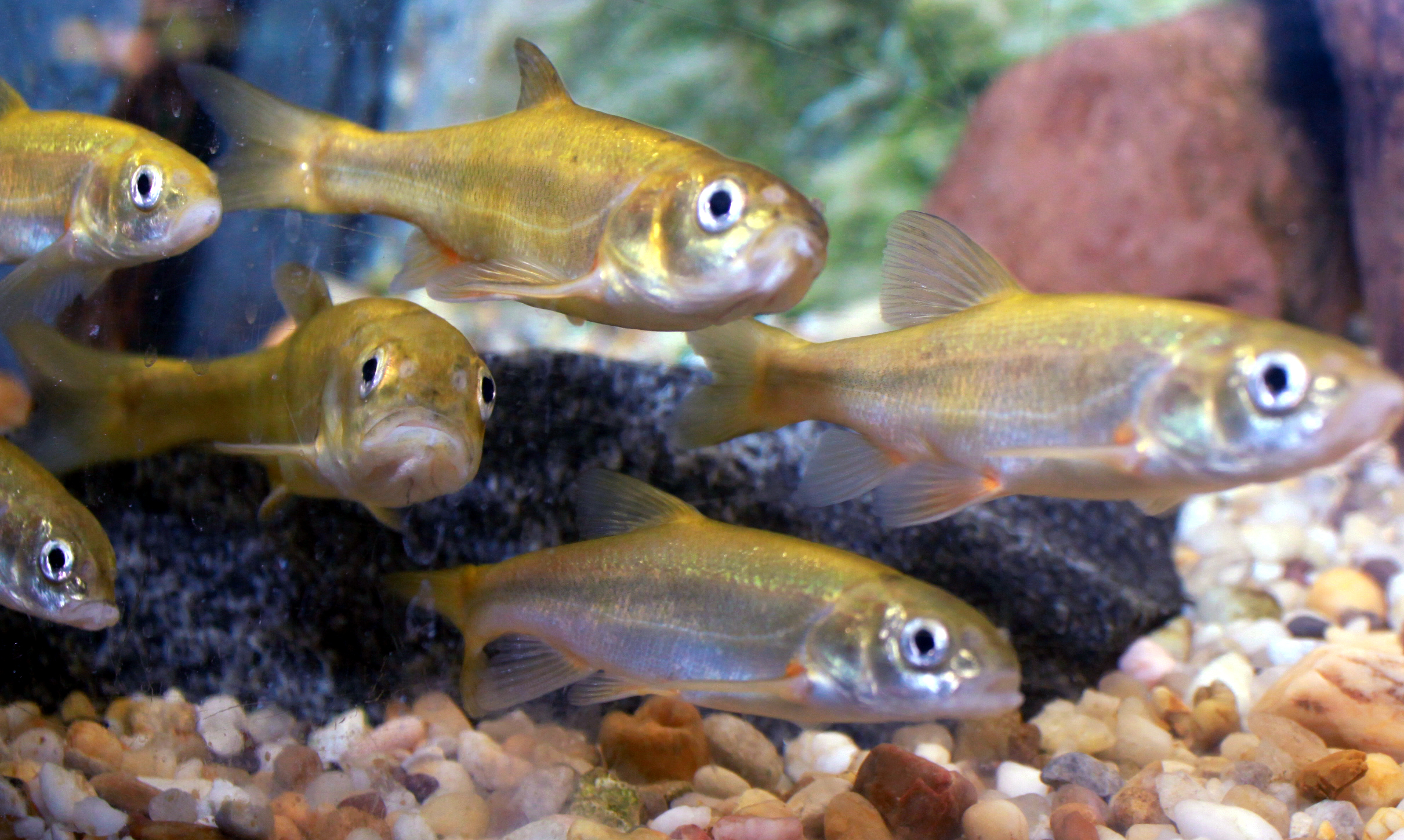